# César pro nejslibnější herečku
César pro nejslibnější herečku je jedna z kategorií francouzské filmové ceny César. Kategorie existuje od roku 1983.

## Vítězové a nominovaní

### 80. léta
- 1983: Sophie Marceau za roli Vic Berreton ve filmu Večírek 2
  - Souad Amidou za roli Ziny ve filmu Velký bratr
  - Fabienne Guyon za roli Violette Pelletier ve filmu Jeden pokoj ve městě
  - Julie Jézéquel za roli Antoinette Baron ve filmu Hvězda severu

- 1984: Sandrine Bonnaire za roli Suzanne ve filmu Našim láskám
  - Elizabeth Bourgine za roli Genichky ve filmu Vive la sociale!
  - Laure Duthilleul za roli Juliette ve filmu Le Destin de Juliette
  - Agnès Soral za roli Loly ve filmu Ahoj, tajtrlíku!

- 1985: Laure Marsac za roli dítěte ve filmu La Pirate
  - Fanny Bastien za roli Josyane Krawczyk ve filmu Pinot simple flic
  - Emmanuelle Béart za roli Constanzy ve filmu Un amour interdit
  - Sophie Duez za roli Mathilde ve filmu Pochod ve stínu

- 1986: Charlotte Gainsbourgová za roli Charlotte ve filmu L'Effrontée
  - Emmanuelle Béart za roli Samanthy Lepage ve filmu Utajená láska
  - Philippine Leroy-Beaulieu za roli Sylvie ve filmu Tři muži a nemluvně
  - Charlotte Valandrey za roli Nadie ve filmu Rouge Baiser
  - Zabou za roli Juliette Chapeau ve filmu Billy Ze Kick

- 1987: Catherine Mouchet za roli Thérèse ve filmu Thérèse
  - Marianne Basler za roli Rosy ve filmu Rosa poběhlice
  - Dominique Blancová za roli Sylvie ve filmu Žena mého života
  - Julie Delpy za roli Lise ve filmu Zlá krev

- 1988: Mathilda May za roli Juliette ve filmu Houkání sovy
  - Anne Brochet za roli Catherine Lecoeur ve filmu Masky
  - Julie Delpy za roli Béatrice de Cortemart ve filmu La Passion Béatrice
  - Sophie Renoir za roli Léy ve filmu Přítel mé přítelkyně

- 1989: Catherine Jacob za roli Marie-Thérèse ve filmu La vie est un long fleuve tranquille
  - Clotilde de Bayser za roli Marie ve filmu L'Enfance de l'art
  - Nathalie Cardone za roli Sylvie ve filmu Takové divné místo k setkání
  - Ingrid Held za roli Charmaine Dupin ve filmu La Maison assassinée

### 90. léta
- 1990: Vanessa Paradis za roli Mathilde Tessier ve filmu Sňatek bez domova
  - Dominique Blancová za roli Madame Vernet ve filmu Je suis le seigneur du château
  - Isabelle Gélinas za roli Élisabeth Martini ve filmu Suivez cet avion
  - Mireille Perrier za roli Nathalie ve filmu Láska bez lítosti
  - Valérie Stroh za roli Alice Dauchy-Gravey ve filmu Křtiny

- 1991: Judith Henry za roli Catherine ve filmu La Discrète
  - Clotilde Courau za roli Nathalie ve filmu Malý kriminálník
  - Florence Darel za roli slečny Archambaud ve filmu Uranus
  - Judith Godrèche za roli Beth ve filmu La Désenchantée
  - Isabelle Nanty za roli Sandrine ve filmu Tatie Danielle

- 1992: Géraldine Pailhas za roli Christiane Mercier ve filmu La Neige et le Feu
  - Marie-Laure Dougnac za roli Julie Clapet ve filmu Delikatesy
  - Marie Gillain za roli Véronique Arnel ve filmu Táta nebo milenec
  - Alexandra London za roli Marguerite Gachet ve filmu Van Gogh
  - Elsa Zylberstein za roli Cathy ve filmu Van Gogh

- 1993: Romane Bohringer za roli Laury ve filmu Noci šelem
  - Isabelle Carré za roli Valérie ve filmu Beau fixe
  - Charlotte Kady za roli Marie ve filmu L.627
  - Linh Dan Pham za roli Camille ve filmu Indočína
  - Elsa Zylberstein za roli Frederique ve filmu Beau fixe

- 1994: Valeria Bruni Tedeschiová za roli Martine ve filmu Les gens normaux n'ont rien d'exceptionnel
  - Virginie Ledoyen za roli Samanthy ve filmu Svišti
  - Chiara Mastroianniová za roli Anne ve filmu Mé oblíbené období
  - Florence Pernel za roli Sandrine ve filmu Tři barvy: Modrá
  - Karin Viardová za roli Clary ve filmu La Nage indienne

- 1995: Élodie Bouchezová za roli Maïté Alvarez ve filmu Divoké rákosí
  - Marie Bunel za roli Isabelle ve filmu Couples et amants
  - Sandrine Kiberlainová za roli Marie-Claude ve filmu Vlastenci
  - Virginie Ledoyen za roli Christine ve filmu Chladná voda
  - Elsa Zylberstein za roli Ethel Benegui ve filmu Mina Tannenbaum

- 1996: Sandrine Kiberlainová za roli Alice ve filmu En avoir (ou pas)
  - Isabelle Carré za roli zdravotní sestry Husar na střeše
  - Clotilde Courau za roli Solange ve filmu Elisa
  - Marie Gillain za roli Nathalie ve filmu Volavka
  - Virginie Ledoyen za roli Valérie ve filmu Samotná

- 1997: Laurence Côte za roli Juliette Fontany ve filmu Děti noci
  - Jeanne Balibarová za roli Valérie ve filmu Učená pře aneb Můj pohlavní život
  - Monica Bellucciová za roli Lisy ve filmu Byt
  - Garance Clavel za roli Chloé ve filmu Chacun cherche son chat
  - Emmanuelle Devosová za roli Esther ve filmu Učená pře aneb Můj pohlavní život

- 1998: Emma de Caunes za roli Sophie ve filmu Un frère
  - Jeanne Balibarová za roli Annie Simonin ve filmu J'ai horreur de l'amour
  - Isabelle Carré za roli Murielle ve filmu Zapovězená žena
  - Amira Casar za roli Sandry Benzakhem ve filmu La Vérité si je mens
  - Laetitia Pesenti za roli Magali ve filmu Marius et Jeannette

- 1999: Natacha Régnierová za roli Marie Thomas ve filmu Vysněný život andělů
  - Marion Cotillard za roli Lilly Bertineau ve filmu Taxi
  - Hélène de Fougerolles za roli Jeanne ve filmu Que la lumière soit!
  - Sophie Guillemin za roli Cécilie ve filmu L'Ennui
  - Rona Hartner za roli Sabiny ve filmu Gádžo dilo

### 0. léta
- 2000: Audrey Tautou za roli Marie ve filmu Venuše, salon krásy
  - Valentina Cervi za roli Aurélie Coquille ve filmu Rien sur Robert
  - Émilie Dequenneová za roli Rosetty ve filmu Rosetta
  - Barbara Schulz za roli Nathalie ve filmu La Dilettante
  - Sylvie Testudová za roli Béy ve filmu Karnaval

- 2001: Sylvie Testudová za roli Christine Papin ve filmu Les Blessures assassines
  - Bérénice Bejo za roli Lætitie Rance ve filmu Největší ženská naděje
  - Sophie Guillemin za roli Prune ve filmu Harry to s vámi myslí dobře
  - Isild Le Besco za roli Émilie de Lancris ve filmu Markýz de Sade
  - Julie-Marie Parmentier za roli Léy Papin ve filmu Les Blessures assassines

- 2002: Rachida Brakni za roli Noémie/Maliky ve filmu Chaos
  - Marion Cotillard za roli Marie/Lucie ve filmu Les Jolies Choses
  - Hélène Fillières za roli Marie Larue ve filmu Reines d'un jour
  - Hélène de Fougerolles za roli Dominique ve filmu Kdo ví
  - Isild Le Besco za roli Léy ve filmu Roberto Succo

- 2003: Cécile de France za roli Isabelle ve filmu Erasmus a spol.
  - Émilie Dequennová za roli Laury ve filmu Posluhovačka
  - Mélanie Doutey za roli Guillemette ve filmu Bratrstvo bojovníků
  - Marina Foïs za roli Natachy ve filmu Filles perdues, cheveux gras
  - Ludivine Sagnier za roli Catherine ve filmu 8 žen

- 2004: Julie Depardieu za roli Jeanne-Marie ve filmu La Petite Lili
  - Marie-Josée Croze za roli Nathalie ve filmu Invaze barbarů
  - Dinara Drukarova za roli Ady ve filmu Když Otar odešel
  - Sophie Quinton za roli Isabelle/Bambi ve filmu Qui a tué Bambi?
  - Laura Smet za roli Charlotte ve filmu Žádostivá těla

- 2005 : Sara Forestierová za roli Lydie ve filmu Únik
  - Marilou Berry za roli Lolity Cassard ve filmu A co já?
  - Lola Naymark za roli Claire Moutiers ve filmu Brodeuses
  - Sabrina Ouazani za roli Fridy ve filmu Únik
  - Magali Woch za roli Arielle ve filmu Králové a královna

- 2006: Linh Dan Pham za roli Miao Lin ve filmu Tlukot mého srdce se zastavil
  - Mélanie Doutey za roli Cécile ve filmu Il ne faut jurer de rien!
  - Déborah François za roli Soniy ve filmu Dítě
  - Marina Handsová za roli Lysie Verhareine ve filmu Šedé duše
  - Fanny Valette za roli Laury ve filmu La Petite Jérusalem

- 2007: Mélanie Laurentová za roli Élise „Lili“ Tellier ve filmu Neboj, jsem v pořádku
  - Déborah François za roli Mélanie Prouvost ve filmu Obracečka not
  - Marina Handsová za roli Constance Chatterley ve filmu Lady Chatterleyová
  - Maïwenn za roli Violette ve filmu Odpusť
  - Aïssa Maïga za roli Melé ve filmu Bamako

- 2008: Hafsia Herzi za roli Rym ve filmu Kuskus
  - Louise Blachère za roli Anne ve filmu Akvabely
  - Audrey Dana za roli Huguette ve filmu Kde se cesty kříží
  - Adèle Haenel za roli Floriane ve ilmu Akvabely
  - Clotilde Hesme za roli Alice ve filmu Písně o lásce

- 2009: Déborah François za roli Fleur Duval ve filmu První den zbytku tvýho života
  - Marilou Berry za roli Mélanie Lupin ve filmu Vilaine
  - Louise Bourgoinová za roli Audrey Varelly ve filmu Dívka z Monaka
  - Anaïs Demoustier za roli Jeanne ve filmu Ach, ti dospělí!
  - Léa Seydouxová za roli Junie de Chartres ve filmu Krásná Junie

### 10. léta
- 2010 : Mélanie Thierry za roli Magali ve filmu Poslední na cestu
  - Pauline Étienne za roli Laure ve filmu Tiché hlasy
  - Florence Loiret-Caille za roli Chloé ve filmu Miloval jsem ji
  - SoKo za roli Moniky ve filmu À l'origine
  - Christa Theret za roli Loly ve filmu LOL (Laughing Out Loud)

- 2011 : Leïla Bekhti za roli Lily ve filmu Zlatý holky
  - Audrey Lamy za roli Carole ve filmu Zlatý holky
  - Yahima Torres za roli Saartjie Baartmanové ve filmu Černá Venuše
  - Anaïs Demoustierová za roli Julie ve filmu O lásce a vodě
  - Léa Seydouxová za roli Prudence ve filmu Drahá Prudence

- 2012 : (dvě vítězky)
  - Naidra Ayadi za roli Nory ve filmu Polisse
  - Clotilde Hesme za roli Angèle ve filmu Angèle a Tony
    - Adèle Haenel za roli Léy ve filmu Nevěstinec
    - Céline Salletteová za roli Clotilde ve filmu Nevěstinec
    - Christa Theret za roli Sarah ve filmu La Brindille

- 2013: Izïa Higelin za roli Louise ve filmu Mauvaise fille
  - Alice de Lencquesaing za roli Camille ve filmu Ve spěchu
  - Lola Dewaere za roli Niny ve filmu Co je větší, to je hezčí
  - Julia Faure za roli Louise ve filmu Znovu zamilovaná
  - India Hair za roli Alice ve filmu Znovu zamilovaná

- 2014: Adèle Exarchopoulos za roli Adèle ve filmu Život Adèle
  - Lou de Laâge za roli Raphaëlle Dalio ve filmu Touha zvítězit
  - Pauline Étienne za roli Suzanne Simonin ve filmu Jeptiška
  - Golšifte Farahaníová za roli ženy ve filmu Kouzelný kámen
  - Marine Vacth za roli Isabelle ve filmu Jen 17

- 2015: Louane Emera za roli Pauly Bélier ve filmu Rodinka Belierových
  - Lou de Laâge za roli Sarah ve filmu Respire
  - Joséphine Japyová za roli Charlie ve filmu Respire
  - Ariane Labed za roli Alice ve filmu Fidelio, Alicina odysea
  - Karidja Touré za roli Marieme/Vic ve filmu Holčičí parta

- 2016: Zita Hanrot za roli Nesrine ve filmu Fatima
  - Lou Roy-Lecollinet za roli Esther ve filmu Tři vzpomínky
  - Diane Rouxel za roli Tess ve filmu Hlavu vzhůru!
  - Sara Giraudeau za roli Sonie ve filmu Les bêtises
  - Camille Cottin za roli Camilly ve filmu Pařížská blbka

- 2017: Oulaya Amamra za roli Douanie ve filmu Božské
  - Paula Beer za roli Anny ve filmu Frantz
  - Lily-Rose Depp za roli Isadory Duncan ve filmu Tanečnice
  - Noémie Merlantová za roli Sonie ve filmu Le ciel attendra
  - Raph za roli Billie Van Peteghem ve filmu Líná zátoka

- 2018: Camélia Jordana za roli Neïly Salah ve filmu Zaujetí
  - Iris Bry za roli Francine Riant ve filmu Dopisy z fronty
  - Lætitia Dosch za roli Pauly ve filmu Paula
  - Eye Haïdara za roli Adèle ve filmu Dokud nás svatba nerozdělí
  - Garance Marillier za roli Justine ve filmu Grave

- 2019: Kenza Fortas za roli Shéhérazade ve filmu Šeherezáda
  - Ophélie Bau za roli Ophélie ve filmu Mektoub, má láska – Canto Uno
  - Galatéa Bellugi za roli Anny ve filmu Zjevení
  - Jehnny Beth za roli dospělé Chantal ve filmu Un amour impossible
  - Lily-Rose Depp za roli Ève ve filmu Věrní nevěrní

### 20. léta
- 2020: Lyna Khoudri za roli Nedjmy „Papichy“ ve filmu Papicha
  - Luàna Bajramiová za roli Sophie ve filmu Portrét dívky v plamenech
  - Céleste Brunnquell za roli Camille Lourmel ve filmu Oslněni
  - Nina Meurisse za roli Camille Lepage ve filmu Camille
  - Mame Bineta Sané za roli Ady ve filmu Atlantique

- 2021: Fathia Youssouf za roli Aminaty ve filmu Kočičky
  - India Hair za roli Lucie ve filmu Poissonsexe
  - Julia Piaton za roli Victoire ve filmu Milostné historky
  - Camille Rutherford za roli Chloé ve filmu Felicità
  - Mélissa Guers za roli Lise ve filmu La Fille au bracelet

- 2022: Anamaria Vartolomei za roli Anne ve filmu Událost
  - Noée Abita za roli Lyz ve filmu Slalom
  - Salomé Dewaels za roli Coralie ve filmu Ztracené iluze
  - Agathe Rousselle za roli Alexie ve filmu Titan
  - Lucie Zhang za roli Émilie ve filmu Paříž, 13. obvod

- 2023: Nadia Tereszkiewicz za roli Stelly ve filmu Navždy mladí (Les Amandiers)
  - Marion Barbeau za roli Élise ve filmu En corps (En corps)
  - Guslagie Malanda za roli Laurence Coly ve filmu Saint Omer (Saint Omer)
  - Rebecca Marder za roli Irène ve filmu Une jeune fille qui va bien (Une jeune fille qui va bien)
  - Mallory Wanecque za roli Lily ve filmu Ti nejhorší (Les Pires)

- 2024: Ella Rumpf za roli Marguerite Hoffmann ve filmu Margueritin teorém (Le Théorème de Marguerite)
  - Céleste Brunnquell za roli Rosy Gravier ve filmu La Fille de son père (La Fille de son père)
  - Kim Higelin za roli Vanessy Springora ve filmu Le Consentement (Le Consentement)
  - Suzanne Jouannet za roli Sophie Vasseur ve filmu Cesta k dokonalosti (La Voie royale)
  - Rebecca Marder za roli Madeleine Pastor ve filmu Velké naděje (De grandes espérances)

- 2025: Maïwène Barthelemy za roli Marie-Lise ve filmu Ty krávo! (Vingt Dieux)
  - Malou Khebizi za roli Liane ve filmu Nebroušený diamant (Diamant brut)
  - Megan Northam za roli Rabii ve filmu Rabia (Rabia)
  - Mallory Wanecque za roli patnáctileté Jackie ve filmu Zběsilá láska (L'Amour ouf)
  - Souheila Yacoub za roli Noury ve filmu Planète B (Planète B)